# Дискография альбомов Тейлор Свифт
Американская певица Тейлор Свифт выпустила 11 оригинальных студийных альбомов, 4 перезаписанных студийных альбома, 7 мини-альбомов, 4 концертных альбома и 19 других небольших работ. Одна из самых успешных музыкантов, она продала примерно 114 миллионов альбомов по всему миру. По состоянию на 2019 год продажи её альбомов в США составили 37,3 миллиона, а в Великобритании — 3,34 миллиона. По данным Ассоциации звукозаписывающей индустрии Америки (RIAA), в США Свифт продала 51 миллион сертифицированных альбомов. По состоянию на февраль 2024 года она является женщиной с наибольшим количеством недель (69) на первом месте в американском Billboard 200.
В 2005 году Свифт подписала контракт с Big Machine Records и в следующем году выпустила свой одноименный дебютный альбом. Продержавшись 157 недель в Billboard 200 к декабрю 2009 года, альбом стал самым долгопребывающим в чарте альбомом десятилетия 2000-х годов. Второй студийный альбом Свифт, Fearless (2008), возглавил Billboard 200 на 11 недель и стал единственным альбомом десятилетия 2000-х годов, который провёл один год в первой десятке. Альбом был сертифицирован RIAA как бриллиантовый. Он также возглавил чарты в Австралии и Канаде и был продан в количестве 12 миллионов копий по всему миру. Её третий студийный альбом Speak Now (2010), написанный самостоятельно, провёл шесть недель на вершине Billboard 200 и возглавил чарты в Австралии, Канаде и Новой Зеландии. Это первый из четырёх альбомов Свифт, который дебютировал на вершине Billboard 200 с продажами более 1 миллиона экземпляров. В первую неделю альбом разошёлся тиражом 1 047 000 экземпляров, став первым за более чем 2 года. Её четвёртый студийный альбом Red (2012) стал её первым альбомом номер один в Великобритании Он возглавил чарты в Австралии, Канаде, Ирландии, Новой Зеландии и провёл семь недель на первом месте в Billboard 200. Свифт получила свой четвёртый номер один в США с альбомом 1989 (2014), который возглавлял Billboard 200 в течение 11 недель и был сертифицирован RIAA как 9× платиновый. Возглавив чарты в других странах, включая Австралию, Канаду и Новую Зеландию, 1989 был продан в количестве 10 миллионов копий по всему миру.
Её шестой студийный альбом Reputation (2017) сделал Свифт первым музыкантом, четыре альбома которого подряд продавались тиражом более миллиона копий в течение дебютной недели. Он провёл четыре недели на вершине Billboard 200. Покинув Big Machine, Свифт подписала контракт с лейблом Republic Records компании Universal Music Group в 2018 году. Её седьмой студийный альбом Lover (2019) стал глобальным бестселлером года среди сольных исполнителей. В 2020 году Свифт выпустила два студийных альбома; её восьмой, Folklore, провёл восемь недель на вершине Billboard 200, а девятый, Evermore, — четыре. После того, как альбом Folklore стал самым продаваемым альбомом 2020 года в США, Свифт стала первой исполнительницей, чьи альбомы становились самыми продаваемым в течение календарного года пять раз (Fearless в 2009 году, 1989 в 2014 году, Reputation в 2017 году, Lover в 2019 году и Folklore в 2020 году). Свифт выпустила Fearless (Taylor’s Version) (2021), перезапись оригинального Fearless (2008), и Red (Taylor’s Version) (2021), перезапись Red (2012), после спора с Big Machine о правах на авторство её первых шести альбомов. Fearless (Taylor’s Version) стал первым перезаписанным альбомом, возглавившим Billboard 200, и сделал Свифт первой исполнительницей, чьи три альбома стали номером один менее чем за год.
Red (Taylor’s Version) побил рекорд самой большой недели продаж виниловых пластинок в чарте Billboard, который позже был побит десятым студийным альбомом Свифт Midnights (2022). Этот альбом стал самым продаваемым альбомом Spotify за один день с 185 миллионами прослушиваний, самым быстро продаваемым альбомом 2022 года в США, дебютировал на вершине Billboard 200 с самой большой неделей дебюта Свифт (1,57 миллиона единиц) и стал её пятым альбомом, проданным тиражом более миллиона копий за неделю. Свифт также побила рекорд самого посещаемого исполнителя за один день в истории Spotify

## Студийные альбомы
| Taylor Swift                                                                      | - Дата релиза: 24 октября 2006 - Лейбл: Big Machine - Формат: CD, Загрузка                  | 5 | 1 | 33 | 14 | —  | — | — | 38 | —  | 81 | - США: 5,871,000 - UK: 251,320 - В мире: 5,545,000                                                                                  | - США: 7×Платина - Австралия: 2×Платина - Канада: Платина - Великобритания: Золото |
| Fearless                                                                          | - Релиз: 11 ноября 2008 - Лейбл: Big Machine - Формат: CD, Загрузка                         | 1 | 1 | 2  | 1  | 12 | 7 | 5 | 1  | 12 | 5  | - США: 7,286,000 - В мире: 12,000,000                                                                                               | - США: Бриллиант - Австрия: Золото - Германия: Золото - Япония: Золото - Норвегия: Золото - Австралия: 7×Платина - Великобритания: 2×Платина - Ирландия: 2×Платина - Канада: 4×Платина - Новая Зеландия: 3×Платина |
| Speak Now                                                                         | - Релиз: 25 октября 2010 - Лейбл: Big Machine - Формат: CD, Загрузка                        | 1 | 1 | 1  | 1  | 15 | 6 | 4 | 1  | 18 | 6  | - США: 4,420,000 - В мире: 5,700,000                                                                                                | - США: 6×Платина - Бразилия: Золото - Япония: Золото - Норвегия: Золото - Филиппины: Платина - Австралия: 2×Платина - Великобритания: Золото - Ирландия: Золото - Канада: 3×Платина - Новая Зеландия: Платина |
| Red                                                                               | - Релиз: 22 октября 2012 - Лейбл: Big Machine - Формат: CD, Загрузка                        | 1 | 1 | 1  | 1  | 5  | 1 | 2 | 1  | 8  | 1  | - США: 4,045,000 - В мире: 6,000,000                                                                                                | - США: 7×Платина - Австралия: 4×Платина - Великобритания: 2×Платина - Ирландия: Платина - Канада: 4×Платина - Новая Зеландия: 2×Платина - Бразилия: золото - Китай: 2×Платина - Дания: Золото - Франция: Золото - Германия: Золото - Япония: Платина - Мексика: Золото - Польша: Золото - Швеция: Золото - Венесуэла: Золото                                 |
| 1989                                                                              | - Релиз: 27 октября 2014 - Лейбл: Big Machine - Формат: CD, Загрузка                        | 1 | — | 1  | 1  | 4  | 1 | 1 | 1  | 23 | 1  | - Мир: 10,100,000 - США 6,300,000 - Великобритания 1,127,000 - Канада 542,000 - Япония 268,000 - Бразилия 40,000 - В мире 9,000,000 | - Австралия: 10×Платина - Бразилия: Платина - Франция: Платина - Италия: Золото - Мексика: 3×Платина - Нидерланды: Золото - Испания: Золото - Швеция: Золото - Швейцария: Золото - Австрия: 3×Платина - Великобритания: 4×Платина - Германия: Платина - Канада: 6×Платина - Новая Зеландия: 3×Платина - Польша: 2×Платина - США: 9×Платина - Япония: Платина |
| Reputation                                                                        | - Релиз: 10 ноября 2017 - Лейбл: Big Machine - Формат: CD, Загрузка                         | 1 | — | 1  | 1  | 2  | 1 | 3 | 1  | 2  | 1  | - Австралия: 210,000 - Австрия: 15,000 - Великобритания: 336,000 - США: 2,400,000                                                   | - Австралия: 3×Платина - Австрия: Платина - Дания: Платина - Япония: Золото - Мексика: Платина - Новая Зеландия: 2×Платина - Швеция: Платина - Великобритания: Платина - США: 3×Платина |
| Lover                                                                             | - Релиз: 23 августа 2019 - Лейбл: Republic, Taylor Swift Productions - Формат: CD, Загрузка | 1 | — | 1  | 1  | 2  | 1 | 1 | 1  | 1  | 1  | - США: 2,000,000 | - ARIA, Австралия: 6×Платина - Новая Зеландия: Платина - Великобритания: Платина |
| Folklore                                                                          | - Релиз: 24 июля 2020 - Лейбл: Republic - Формат: CD, LP, Загрузка                          | 1 | — | 1  | 1  | 5  | 1 |   | 1  | 3  | 1  | - Мир: 2,000,000 - США: 1,429,000 - Канада: 62,000                                                                                  | - RIAA: 2× Платина - ARIA: 3× Платина - BPI: 3× Платина - IFPI DEN: Платина - MC: 6× Платина - RMNZ: 4× Платина |
| Evermore                                                                          | - Релиз: 11 декабря 2020 - Лейбл: Republic - Формат: CD, LP, Загрузка, кассеты, стриминг    | 1 | — | 1  | 1  | 2  | 2 | 3 | 1  | 3  | 1  | - США: 913,000. - Канада: 25,000 | - ARIA: Золото - BPI: Золото - IFPI DEN: Золото - MC: Золото - RMNZ: Золото |
| Midnights                                                                         | - Релиз: 21 октября 2022 - Лейбл: Republic - Формат: CD, LP, Загрузка, кассеты, стриминг    | 1 | — | 1  | 1  | 1  | 1 | 1 | 1  | 1  | 1  | - США: 2,814,000 | - RIAA: 2× Платина - ARIA: 3× Платина - BPI: 3× Платина - IFPI DEN: 2× Платина - MC: 6× Платина - RMNZ: 5× Платина |
| The Tortured Poets Department                                                     | - Релиз: 19 апреля 2024 - Лйбл: Republic - Форматы: CD, LP, Загрузка, кассеты, стриминг     | 1 | — | 1  | 1  | 1  | 1 | 1 | 1  | 1  | 1  | - США: 3,491,000 - Канада: 108,000 - Великобритания: 313,800                                                                        | - RIAA: 6× Платина - ARIA: 3× Платина - BPI: 3× Платина - IFPI DEN: 2× Платина - MC: 5× Платина - RMNZ: 4× Платина |
| Знак «—» обозначает, что альбом не вошёл в чарт или не был издан в данной стране. |                                                                                             |   |   |    |    |    |   |   |    |    |    | | |

### Перезаписанные альбомы
| Название                     | Детали                                                                                             | Высшие позиции в чарте | Высшие позиции в чарте | Высшие позиции в чарте | Высшие позиции в чарте | Высшие позиции в чарте | Высшие позиции в чарте | Высшие позиции в чарте | Высшие позиции в чарте | Высшие позиции в чарте | Высшие позиции в чарте | Продажи                                                                    | Сертификации                                                                            |
| Название                     | Детали                                                                                             | US                     | AUS                    | CAN                    | DEN                    | GER                    | IRE                    | JPN                    | NZ                     | SWE                    | UK                     | Продажи                                                                    | Сертификации                                                                            |
| ---------------------------- | -------------------------------------------------------------------------------------------------- | ---------------------- | ---------------------- | ---------------------- | ---------------------- | ---------------------- | ---------------------- | ---------------------- | ---------------------- | ---------------------- | ---------------------- | -------------------------------------------------------------------------- | --------------------------------------------------------------------------------------- |
| Fearless (Taylor’s Version)  | - Релиз: 9 апреля 2021 - Лейбл: Republic - Формат: CD, LP, цифровые загрузки, кассетты, стриминг   | 1                      | 1                      | 1                      | 8                      | 2                      | 1                      | 13                     | 1                      | 17                     | 1                      | - Мир: 980,000 - США: 737,000 - Канада: 18,000                             | - ARIA: Платина - BPI: Золото - RMNZ: Платина                                           |
| Red (Taylor’s Version)       | - Релиз: 12 ноября 2021 - Лейбл: Republic - Формат: CD, LP, цифровые загрузки, стриминг            | 1                      | 1                      | 1                      | 3                      | 8                      | 1                      | 15                     | 1                      | 8                      | 1                      | - Мир: 1,140,000 - США: 950,000 - Канада: 24,000 - Великобритания: 357,565 | - ARIA: Золото - BPI: Золото - RMNZ: Золото                                             |
| Speak Now (Taylor’s Version) | - Релиз: 7 июля 2023 - Лейбл: Republic - Форматы: CD, LP, цифровые загрузки, касетты, стриминг     | 1                      | 1                      | 1                      | 6                      | 1                      | 1                      | 2                      | 1                      | 1                      | 1                      | - США: 908,000 - Великобритания: 209,302                                   | - ARIA: Золото - BPI: Золото - RMNZ: Платина                                            |
| 1989 (Taylor’s Version)      | - Релиз: 27 октября 2023 - Лейбл: Republic - Форматы: CD, LP, цифровые загрузки, касетты, стриминг | 1                      | 1                      | 1                      | 1                      | 1                      | 1                      | 1                      | 1                      | 1                      | 1                      | - WW: 2,800,000 - США: 2,014,000 - Великобритания: 390,226                 | - ARIA: Платина - BPI: Платина - IFPI DEN: Золото - PROMUSICAE: Платина - RMNZ: Платина |

## Концертные альбомы
| Название                                                                          | Детали                                                                                              | Высшая позиция в чарте | Высшая позиция в чарте | Высшая позиция в чарте | Высшая позиция в чарте | Высшая позиция в чарте | Высшая позиция в чарте | Высшая позиция в чарте | Высшая позиция в чарте | Высшая позиция в чарте | Продажи       | Сертификации       |
| Название                                                                          | Детали                                                                                              | US                     | AUS                    | CAN                    | DEN                    | IRE                    | JPN                    | NZ                     | SPA                    | UK                     | Продажи       | Сертификации       |
| --------------------------------------------------------------------------------- | --------------------------------------------------------------------------------------------------- | ---------------------- | ---------------------- | ---------------------- | ---------------------- | ---------------------- | ---------------------- | ---------------------- | ---------------------- | ---------------------- | ------------- | ------------------ |
| Speak Now World Tour – Live                                                       | - Релиз: 21 ноября 2011 - Лейбл: Big Machine - Форматы: Цифровые загрузки, стриминг, CD+DVD/Blu-ray | 11                     | 16                     | 25                     | —                      | —                      | 28                     | —                      | 91                     | —                      | - US: 376,000 | - ARIA: 3× Платина |
| Live from Clear Channel Stripped 2008                                             | - Релиз: 23 апреля 2020 - Лейбл: Big Machine - Форматы: Цифровые загрузки, стриминг                 | —                      | —                      | —                      | —                      | —                      | —                      | —                      | —                      | —                      |               |                    |
| Folklore: The Long Pond Studio Sessions (From the Disney+ Special)                | - Релиз: 24 ноября 2020 - Лейбл: Republic - Форматы: Цифровые загрузки, стриминг, LP                | 3                      | 24                     | —                      | 12                     | 6                      | —                      | 24                     | —                      | 4                      | - US: 75,000  |                    |
| Lover (Live from Paris)                                                           | - Релиз: 13 февраля 2023 - Лейбл: Republic - Форматы: LP                                            | 58                     | —                      | —                      | —                      | —                      | —                      | —                      | —                      | 90                     |               |                    |
| Знак «—» обозначает, что альбом не вошёл в чарт или не был издан в данной стране. | |                        |                        |                        |                        |                        |                        |                        |                        |                        |               |                    |

## Мини-альбомы (EP’s)
| Название                                                                          | Дата и лейбл                                                         | Позиции в чартах | Позиции в чартах | Продажи       | Сертификация    |
| Название                                                                          | Дата и лейбл                                                         | US               | JPN              | Продажи       | Сертификация    |
| --------------------------------------------------------------------------------- | -------------------------------------------------------------------- | ---------------- | ---------------- | ------------- | --------------- |
| The Taylor Swift Holiday Collection                                               | - Релиз: 14 октября 2007 - Лейбл: Big Machine - Формат: CD, Загрузка | 20               | 76               | - : 1,004,000 | - RIAA: Платина |
| Beautiful Eyes                                                                    | - Релиз: 15 июля 2008 - Лейбл: Big Machine - Формат: CD, Загрузка    | 9                | —                | - : 316,000   |                 |
| Знак «—» обозначает, что альбом не вошёл в чарт или не был издан в данной стране. |                                                                      |                  |                  |               |                 |

## Компиляции

### Стриминговые компиляции
Компиляции, изданные только в формате потокового мультимедиа.
| Название                                                                     | Описание                                     | Примечание |
| ---------------------------------------------------------------------------- | -------------------------------------------- | --- |
| Spotify Singles                                                              | - Релиз: 13 апреля 2018 - Лейбл: Big Machine | - Spotify-эксклюзивный мини-альбом (EP), состоящий из живой акустической версии песни «Delicate» (2017) с BBC Radio 1 Big Weekend и стрип-кавера на песню Earth, Wind & Fire «September» (1978) |
| Reputation Stadium Tour Surprise Song Playlist                               | - Релиз: 30 ноября 2018 - Лейбл: Big Machine | - Плейлист, состоящий из «песен-сюрпризов», которые Свифт исполнила во время своего Reputation Stadium Tour (2018) |
| Folklore: The Escapism Chapter                                               | - Релиз: 21 августа 2020 - Лейбл: Republic   | - Плейлисты, состоящие из избранных композиций из Folklore |
| Folklore: The Sleepless Nights Chapter                                       | - Релиз: 24 августа 2020 - Лейбл: Republic   | - Плейлисты, состоящие из избранных композиций из Folklore |
| Folklore: The Saltbox House Chapter                                          | - Релиз: 27 августа 2020 - Лейбл: Republic   | - Плейлисты, состоящие из избранных композиций из Folklore |
| Folklore: The Yeah I Showed Up at Your Party Chapter                         | - Релиз: 21 сентября 2020 - Лейбл: Republic  | - Плейлисты, состоящие из избранных композиций из Folklore, плюс живое исполнение «Betty» на 55-й церемонии Academy of Country Music Awards |
| Willow (The Witch Collection)                                                | - Релиз: 16 декабря 2020 - Лейбл: Republic   | - Ремиксовый мини-альбом (EP), состоящий из альтернативных версий и видеоклипов на сингл Свифт 2020 года «Willow» |
| The Dropped Your Hand While Dancing Chapter                                  | - Релиз: 21 января 2021 - Лейбл: Republic    | - Плейлисты, состоящие из избранных композиций из альбомов Folklore и Evermore |
| The Forever Is the Sweetest Con Chapter                                      | - Релиз: 28 января 2021 - Лейбл: Republic    | - Плейлисты, состоящие из избранных композиций из альбомов Folklore и Evermore |
| The Ladies Lunching Chapter                                                  | - Релиз: 4 февраля 2021 - Лейбл: Republic    | - Плейлисты, состоящие из избранных композиций из альбомов Folklore и Evermore |
| Fearless (Taylor’s Version): The Halfway Out the Door Chapter                | - Релиз: 13 мая 2021 - Лейбл: Republic       | - Плейлисты, состоящие из избранных композиций из Fearless (Taylor’s Version) |
| Fearless (Taylor’s Version): The Kissing in the Rain Chapter                 | - Релиз: 19 мая 2021 - Лейбл: Republic       | - Плейлисты, состоящие из избранных композиций из Fearless (Taylor’s Version) |
| Fearless (Taylor’s Version): The I Remember What You Said Last Night Chapter | - Релиз: 24 мая 2021 - Лейбл: Republic       | - Плейлисты, состоящие из избранных композиций из Fearless (Taylor’s Version) |
| Fearless (Taylor’s Version): The From the Vault Chapter                      | - Релиз: 26 мая 2021 - Лейбл: Republic       | - Плейлисты, состоящие из избранных композиций из Fearless (Taylor’s Version) |
| Red (Taylor’s Version): Could You Be the One Chapter                         | - Релиз: 13 января 2022 - Лейбл: Republic    | - Плейлисты, состоящие из избранных композиций из Red (Taylor’s Version) |
| Red (Taylor’s Version): She Wrote a Song About Me Chapter                    | - Релиз: 18 января 2022 - Лейбл: Republic    | - Плейлисты, состоящие из избранных композиций из Red (Taylor’s Version) |
| Red (Taylor’s Version): The Slow Motion Chapter                              | - Релиз: 25 января 2022 - Лейбл: Republic    | - Плейлисты, состоящие из избранных композиций из Red (Taylor’s Version) |
| Red (Taylor’s Version): From the Vault Chapter                               | - Релиз: 31 января 2022 - Лейбл: Republic    | - Плейлисты, состоящие из избранных композиций из Red (Taylor’s Version) |
| Anti-Hero (Remixes)                                                          | - Релиз: 11 ноября 2022 - Лейбл: Republic    | - Ремиксовый мини-альбом (EP), состоящий из альтернативных версий на сингл Свифт 2022 года «Anti-Hero» |
| Lavender Haze (Remixes)                                                      | - Релиз: 3 марта 2023 - Лейбл: Republic      | - Ремиксовый мини-альбом (EP), состоящий из альтернативных версий на сингл Свифт 2022 года «Lavender Haze» |
| The More Fearless (Taylor’s Version) Chapter                                 | - Релиз: 17 марта 2023 - Лейбл: Republic     | - Плейлист, состоящий из избранных песен с альбомов Fearless (Taylor’s Version) и «If This Was a Movie (Taylor’s Version)», и перезаписанной версии трека Speak Now |
| The More Lover Chapter                                                       | - Релиз: 17 марта 2023 - Лейбл: Republic     | - Плейлист, состоящий из избранных песен из Lover (2019) и ранее не издававшегося трека «All of the Girls You Loved Before» |
| The More Red (Taylor’s Version) Chapter                                      | - Релиз: 17 марта 2023 - Лейбл: Republic     | - Плейлист, состоящий из избранных песен из Red (Taylor’s Version), «Eyes Open (Taylor’s Version)» и «Safe & Sound (Taylor’s Version)» (при участии Джой Уильямс и Джона Пол Уайта из дуэта «The Civil Wars», а также перезаписанные версии песен, первоначально вошедших в альбом The Hunger Games: Songs from District 12 and Beyond (2012) |

### Бокс-сет
| Название                  | Описание                                                | Примечание |
| ------------------------- | ------------------------------------------------------- | --- |
| Complete Album Collection | - Релиз: 22 ноября 2013 - Формат: CD - Лейбл: Universal | - A Germany-exclusive box set consisting of 5 CDs—Taylor Swift, Fearless, Speak Now, Red, and Speak Now World Tour — Live |

### Комментарии
1. 1 2  Продажи в США на январь 2024[43]
2. 1 2 3 4  Продажи в  Великобритании на апрель 2024[45]
3. 1 2  Продажи в США на январь 2024 года[52]
4. ↑  Продажи в мире альбома Fearless на апрель 2021 года[13]
5. ↑  Продажи в мире альбома 1989 на 2016 год. По данным International Federation of the Phonographic Industry к 2014 году было продано 6,0 млн копий 1989[62], 3,5 млн копий в 2015 году[63] и 0,6 млн копий в 2016 году[64], в сумме 10,1 млн копий.
6. 1 2 3  Продажи в США на октябрь 2022 года[90]
7. ↑  Продажи  в Великобритании альбома 1989 на октябрь 2022 года[65]
8. ↑  Продажи в США Evermore на июль 2021 года 700 тыс. В 2020 году было продано 283 тыс. копий Evermore[91] и 374 тыс. копий в первой половине 2021 года[82]
9. ↑  Продажи Midnights в США на апрель 2024 года[97]
10. ↑  Продажи The Tortured Poets Department в США на январь 2025 года[102]
11. ↑  Продажи The Tortured Poets Department в Канаде на июль 2024 года[103]
12. ↑  Физические продажи The Tortured Poets Department в Великобритании на декабрь 2024 года[104]
13. 1 2  Продажи в мире в 2021 году[114]
14. 1 2  Продажи в США на июль 2023 года[115]
15. ↑  Продажи в Канаде на январь 2022 года[116]
16. ↑  Продажи Speak Now (Taylor's Version) в США на январь 2024[124]
17. ↑  Global sales for 1989 (Taylor's Version) as of January 2024[127]
18. ↑  US first-week sales for Folklore: The Long Pond Studio Sessions (From the Disney+ Special)[134]